# Liste irischer Metalbands
Die Liste irischer Metalbands zählt namhafte irische Musikgruppen – sowohl aus der Republik Irland als auch dem zum Vereinigten Königreich gehörenden Nordirland – aus dem Genre Metal auf. Hard-Rock-Bands werden nur in die Liste aufgenommen, insofern sie auch Metal spielen. Zur Aufnahme in die Liste muss Wikipediarelevanz vorhanden sein.

## Liste
| Name                  | Gründung   | Auflösung | Herkunft     | Genre(s)                             | Anmerkungen             |
| --------------------- | ---------- | --------- | ------------ | ------------------------------------ | ----------------------- |
| Abaddon Incarnate     | 1989       |           | Dublin       | Death Metal                          | gegründet als Brereaved |
| Altar of Plagues      | 2006       | 2013      | Cork         | Blackgaze                            |                         |
| Cruachan              | 1992, 1999 | 1997      | Dublin       | Folk Metal                           |                         |
| Death the Leveller    | 2016       |           | Dublin       | Epic Doom                            |                         |
| Dread Sovereign       | 2013       |           | Dublin       | Doom Metal                           |                         |
| Follow My Lead        | 2013       |           | Donegal      | Post-Hardcore, Metalcore             |                         |
| Gama Bomb             | 2002       |           | Newry (UK)   | Thrash Metal                         |                         |
| Geasa                 | 1994       |           | Dublin       | Pagan Metal, Celtic Metal            |                         |
| Mael Mórdha           | 1998       |           | Dublin       | Death Doom, Celtic Metal             |                         |
| Mourning Beloveth     | 1992       |           |              | Death Doom                           |                         |
| Primordial            | 1987       |           | Skerries     | Black Metal, Pagan Metal, Folk Metal |                         |
| Sweet Savage          | 1979       |           | Belfast (UK) | New Wave of British Heavy Metal      |                         |
| Vircolac              | 2013       |           | Dublin       | Death Metal                          |                         |
| Waylander             | 1993       |           | Armagh (UK)  | Folk Metal                           |                         |
| Wreck of the Hesperus | 2004       |           | Dublin       | Funeral Doom, Sludge                 |                         |